# Reichssender Berlin
«Рейхсендер Берлин» (нем. Reichssender Berlin) — рейхсрадиостанция, вещавшая в 1923—1945 гг. Принадлежала Рейхсрадио. Её программа звучала в Берлине, провинции Бранденбурга, округе Штеттин провинции Померания и округа Магдебург провинции Саксония на волне 357 метров.

## Программы
- Текущие новости, репортажи, прогноз погоды в 22:00-22:30;
- Текущие новости, короткие репортажи, прогноз погоды в 20:00 и 14:00-14:15;
- Гимнастика в 06.10:06.30 и 08:00-08:20;
- «Фрюконцерт» (совместно с радиостанцией «Кёнигсберг») в 07:30-08:00;
- «Эхо ам Морген» в 08:20-08:30;
- «Эхо ам Миттаг» в 13:00-14:00;
- «Унтерхальтунгсконцерт» (совместно с радиостанцией «Штутгарт») в 22:30-24:00 [1];

### Радиоспектакли
- «Радиум» (Radium), реж. Герд Фрикке, 1937;
- «Шпионе! Предатели! Диверсанты» (Spione! Verräter! Saboteure!), реж. Макс Бинг, 1939;
- «Принц Фридрих Гомбургский» (Prinz Friedrich von Homburg), 1944.